# پاپای بد
پاپای بد (انگلیسی: Bad Papa; کره‌ای: 배드파파) یک مجموعه تلویزیونی محصول کره جنوبی سال ۲۰۱۸ با بازی جانگ هیوک، سون یو اون و شین اون سو است. این مجموعه از ۱ اکتبر تا ۲۷ نوامبر ۲۰۱۸، روزهای دوشنبه و سه‌شنبه ساعت ۲۲:۰۰ (کی‌اس‌تی) از ام‌بی‌سی پخش شد.